# Cot Teungku Dimandah
Cot Teungku Dimandah är en kulle i Indonesien.   Den ligger i provinsen Aceh, i den västra delen av landet, 1 800 km nordväst om huvudstaden Jakarta. Toppen på Cot Teungku Dimandah är 141 meter över havet.
Terrängen runt Cot Teungku Dimandah är kuperad åt sydväst, men åt nordost är den platt. Terrängen runt Cot Teungku Dimandah sluttar österut.Runt Cot Teungku Dimandah är det tätbefolkat, med 297 invånare per kvadratkilometer. Närmaste större samhälle är Sigli, 17,3 km öster om Cot Teungku Dimandah. Trakten runt Cot Teungku Dimandah består till största delen av jordbruksmark.